# 안나 엘바캰
안나 엘바캰(아르메니아어: Աննա Էլբակյան, 1963년 12월 5일 ~ )은 아르메니아의 배우이다.